# Rasheed Walker
Rasheed Walker (Washington D. C., 13 de febrero de 2000) es un jugador profesional estadounidense de fútbol americano que se desempeña en la posición de offensive tackle en Green Bay Packers, equipo de la National Football League (NFL).

## Carrera
Fue seleccionado en la séptima ronda en la Reunión Anual de Selección de Jugadores de la NFL de 2022. Hizo su debut profesional con el equipo Green Bay Packers, donde lleva jugando dos temporadas.